# Малайсары (село, Жетысуская область)
Малайсары (каз. Малайсары) — село в Кербулакском районе Жетысуской области Казахстана. Входит в состав Сарыбастауского сельского округа. Код КАТО — 194655400.

## Население
В 1999 году население села составляло 243 человека (124 мужчины и 119 женщин). По данным переписи 2009 года, в селе проживало 214 человек (114 мужчин и 100 женщин).

## Топографические карты
- Лист карты L-43-144 Карашокы  79-83  вар. Масштаб: 1 : 100 000. Указать дату выпуска/состояния местности.